# Антуна, Уриэль
Ка́рлос Уриэ́ль Анту́на Роме́ро (исп. Carlos Uriel Antuna Romero; род. 21 августа 1997, Гомес-Паласио, Дуранго, Мексика) — мексиканский футболист, полузащитник клуба «Крус Асуль» и сборной Мексики. Бронзовый призёр Олимпийских игр 2020 года.

## Биография

### Клубная карьера
Антуна — воспитанник клуба «Сантос Лагуна». 25 августа 2016 года в матче Кубка Мексики против «Хуареса» он дебютировал за основную команду. 5 марта 2017 года в поединке против УНАМ Пумас Рональдо дебютировал в мексиканской Примере, заменив во втором тайме Карлоса Искиердоса.
В июле 2017 года Антуна перешёл в английский «Манчестер Сити», но в августе того же года был отдан в аренду в нидерландский «Гронинген» на два сезона. 10 сентября в матче против «ВВВ-Венло» он дебютировал в Эредивизи. 29 января 2019 года Антуна был арендован клубом MLS «Лос-Анджелес Гэлакси» на год. В главной лиге США он дебютировал 2 марта в матче первого тура сезона против «Чикаго Файр». 28 апреля в матче против «Реал Солт-Лейк» забил свой первый гол за «Гэлакси».
28 ноября 2019 года Антуна перешёл в «Гвадалахару». За «Чивас» он дебютировал 11 января 2020 года в матче против «Хуареса». 5 сентября в матче против «УАНЛ Тигрес» он забил свой первый гол в Лиге MX.
В январе 2022 года «Гвадалахара» обменяла Антуну «Крус Асулю» на Роберто Альварадо. Оба игрока подписали четырёхлетние контракты со своими новыми клубами.

### Международная карьера
В 2017 году Антуна в составе молодёжной сборной Мексики принял участие в молодёжном чемпионате КОНКАКАФ в Коста-Рике. На турнире он сыграл в матчах против команд Антигуа и Барбуды, Канады, США, Сальвадора и Гондураса. В поединке против сальвадорцев Уриэль сделал хет-трик.
В том же году Антуна принял участие в молодёжном чемпионате мира в Южной Корее. На турнире он сыграл в матчах против команд Вануату, Германии, Венесуэлы, Сенегала и Англии.
За старшую сборную Мексики Антуна дебютировал 5 июня 2019 года в товарищеском матче со сборной Венесуэлы, заменив на 68-й минуте Роберто Альварадо.
Антуна был вызван в сборную для участия в Золотом кубке КОНКАКАФ 2019. В первом матче в групповом раунде против сборной Кубы забил три гола на 2-й, 44-й и 80-й минуте и вместе с командой добился победы со счётом 7:0. В третьем матче в групповом раунде против сборной Мартиники забил гол на 29-й минуте, а его команда победила 3:2.
Был включён в состав сборной на чемпионат мира 2022.
Был включён в состав сборной на Золотой кубок КОНКАКАФ 2023.